# N5-(カルボキシエチル)オルニチンシンターゼ
N 5-(カルボキシエチル)オルニチンシンターゼ(N 5-(carboxyethyl)ornithine synthase)は、次の化学反応を触媒する酸化還元酵素である。
N 5-(L-1-カルボキシエチル)-L-オルニチン + NADP+ + H2O {\displaystyle \rightleftharpoons } L-オルニチン + ピルビン酸 + NADPH + H+
反応式の通り、この酵素の基質はN 5-(L-1-カルボキシエチル)-L-オルニチンとNADP+とH2O、生成物はL-オルニチンとピルビン酸とNADPHとH+である。
組織名はN 5-(L-1-carboxyethyl)-L-ornithine:NADP+  oxidoreductase (L-ornithine-forming)である。